# Elettrodo di quarta specie
In elettrochimica, un elettrodo di quarta specie (o elettrodo a gas) è un semielemento composto da un elettrodo costituito da metallo inerte (in genere platino) saturato da una specie gassosa e immerso in una soluzione elettrolitica contenente il gas nella sua forma ionica.
Un esempio di elettrodo di quarta specie è dato dall'elettrodo standard a idrogeno, in cui l'idrogeno in forma gassosa (H2) ricopre l'elettrodo in platino, immerso in una soluzione contenente gli ioni idrogeno (H+) in concentrazione 1 M.